# 奧利華·史卡斯
奧利華·占士·史卡斯（Oliver James Scarles，2005年12月12日—）是英格蘭職業足球員，司職左後衛，現効力英超球會韋斯咸。

## 球會生涯
史卡斯在肯特郡長大，曾讀歌來頓三一學校（Trinity School）。史卡斯8歲時加入韋斯咸青訓，中途轉投車路士U9至U12隊，後因被車路士放棄而回流韋斯咸。2022年6月，史卡斯與韋斯咸簽署獎學金學徒合約。
2022年11月3日，史卡斯在歐洲協會聯賽對FCSB足球會（布加勒斯特星隊）一仗正選上陣，完成為韋斯咸的首度亮相。韋斯咸最終以3-0大勝，領隊莫耶斯大讚史卡斯「表現超班」。
2023年4月，史卡斯隨韋斯咸青年軍殺入英格蘭足總青年盃決賽，作客酋長球場以5-1大敗阿仙奴捧盃。
2024年12月16日，史卡斯在英超作客以1-1賽和般尼茅夫的比賽中，下半場以後備入替完成其英超首次上陣。

## 國際賽生涯
2021年9月，史卡斯首度代表英格蘭 U17上陣。
2023年3月22日，史卡斯在克羅地亞梅杜林舉行的友賽中，完成英格蘭 U18首度亮相並助球隊以2-1擊敗克羅地亞。
2025年3月21日，史卡斯為英格蘭 U20正選登場，對葡萄牙踢成1-1平手。
同年3月24日，史卡斯在對瑞士 U21的友賽中，於最後的22分鐘以後備入替，最終雙方以2-2握手言和。

## 球會統計
最後更新：比賽已於2025年4月5日舉行
| 球會       | 球季     | 聯賽     | 聯賽 | 聯賽 | 足總盃 | 足總盃 | 聯賽盃 | 聯賽盃 | 歐洲 | 歐洲 | 其他 | 其他 | 總數 | 總數 |
| 球會       | 球季     | 聯賽     | 出場 | 入球 | 出場   | 入球   | 出場   | 入球   | 出場 | 入球 | 出場 | 入球 | 出場 | 入球 |
| ---------- | -------- | -------- | ---- | ---- | ------ | ------ | ------ | ------ | ---- | ---- | ---- | ---- | ---- | ---- |
| 韋斯咸     | 2022–23  | 英超     | 0    | 0    | 0      | 0      | 0      | 0      | 1    | 0    | —    | —    | 1    | 0    |
| 韋斯咸     | 2023–24  | 英超     | 0    | 0    | 0      | 0      | 0      | 0      | 0    | 0    | —    | —    | 0    | 0    |
| 韋斯咸     | 2024–25  | 英超     | 12   | 0    | 1      | 0      | 0      | 0      | —    | —    | —    | —    | 13   | 0    |
| 韋斯咸     | 總數     | 總數     | 12   | 0    | 1      | 0      | 0      | 0      | 1    | 0    | 0    | 0    | 14   | 0    |
| 韋斯咸 U21 | 2022–23  | —        | —    | —    | —      | —      | —      | —      | —    | —    | 2    | 0    | 2    | 0    |
| 生涯總數   | 生涯總數 | 生涯總數 | 12   | 0    | 1      | 0      | 0      | 0      | 1    | 0    | 2    | 0    | 16   | 0    |

1. ↑  歐洲協會聯賽出場
2. ↑  附屬會員盃出場

## 榮譽
韋斯咸 U18
- 英格蘭足總青年盃: 2022–23（英语：2022–23 West Ham United F.C. season）[19]
- U18 英超南區（英语：Professional Development League）: 2023[20]